# Religulous
«Religulous» (образовано смешением слов «религиозный» англ. Religious и «смехотворный» англ. Ridiculous) — документальный фильм о религии, снятый режиссёром Ларри Чарльзом в 2008 году. В качестве сценариста и ведущего фильма выступил известный комик Билл Мар. В русском переводе известен под названиями «Верующие» или «Религиотизм».

## Сюжет
Сценарист и ведущий Билл Мар посещает разные уголки: США, Ватикан, Нидерланды, Лондон и Иерусалим, общаясь с представителями различных религий, учёными и бывшими верующими. Среди собеседников Мара — учёный Френсис Коллинз, сенатор-демократ Марк Прайор, креационист Кен Хем, ватиканский астроном Джордж Койн, нидерландский политик Герт Вильдерс, представители «Нетурей карто» и ордена францисканцев, мать самого Мара. Среди религий, о которых идёт речь, христианство, ислам, иудаизм, саентология, мормонизм. В финале фильма Мар выступает за «скромное сомнение».

## Награды
- 2008 — приз New Visions Award за нехудожественный фильм на Каталонском кинофестивале в Ситжесе